# 夜の人々 (1948年の映画)
『夜の人々』（よるのひとびと、They Live by Night）は、1948年のアメリカ合衆国の映画。ニコラス・レイの初監督作品である。

## あらすじ
殺人罪で刑務所に収監されていたボウイ（ファーリー・グレンジャー）は、2人の仲間とともに脱獄する。自らの冤罪を晴らすために弁護士を雇うための金を必要としている彼は、仲間たちと銀行強盗を計画する。そんな折、自動車事故で怪我を負ったボウイは、キーチ（キャシー・オドネル）と出会う。恋に落ちた2人は結婚し、まともに暮らしていこうとする。しかし、かつての仲間たちがボウイのもとを訪れ、彼に仕事を依頼する。ボウイは依頼を断るが、やがて、警察に追われていることに気づく。仲間たちに裏切られたボウイは命を落とし、彼の子供を身ごもったキーチが生き残るのだった。

## キャスト
- キーチ - キャシー・オドネル
- ボウイ - ファーリー・グレンジャー（吹替：山田康雄）

※日本語版：1964年9月26日 TBSテレビにて放映。

## タイトル
1948年イギリスでの上映の際にはThe Twisted Roadのタイトルとなった。また、Your Red Wagon のタイトル版もあり、これは劇中のナイトクラブでのジャズシンガー、マリー・ブライアント ( Marie Bryant )が歌う曲名でもある。

## 評価
2013年、『The Guardian』紙にて「フィルム・ノワールのトップ10」の1本に選ばれた。